# Maurice Emmanuel
Pour les articles homonymes, voir Emmanuel.
Marie François Maurice Emmanuel, né le 2 mai 1862 à Bar-sur-Aube, mort à Paris le 14 décembre 1938, est un compositeur et musicologue français.

## Biographie
Il passe son enfance en Bourgogne à Beaune (Côte-d'Or) où ses parents s'installent à partir de 1867. C'est là qu'il commence à s'intéresser à la musique et découvre les chants folkloriques des vignerons. Il commence à composer à l'âge de quinze ans, avec une Sonate pour piano et violon en mi bémol majeur, dédiée à son professeur Ravazzi. Il compose aussi une Sonate pour piano en la mineur et une seconde Sonate pour piano et violon en mi majeur, dans le style de Mozart. Ces trois œuvres ont été détruites par le compositeur. Charles Poisot et Paul d'Ivry vont pousser Maurice Emmanuel à entrer au Conservatoire de Paris.

### Carrière musicale
En 1880, il entre au Conservatoire où il est l'élève de Théodore Dubois (harmonie), Louis-Albert Bourgault-Ducoudray (histoire de la musique) et en 1884 de Léo Delibes (composition). En parallèle, il prend des cours de piano avec Antoine Marmontel. César Franck avait remarqué le jeune compositeur en 1881, mais ce dernier a refusé d'être son élève pour ne pas être influencé.
Il passe ses différents été à Beaune, où il rencontre Charles Bigarne, qui le convainc que le langage tonal n'est pas apte à transcrire les chants traditionnels. C'est en 1884 qu'il rencontre Debussy, en faveur duquel il apportera plus tard un témoignage intéressant dans son article Les ambitions de Claude-Achille de la Revue Musicale de mai 1926.
Les relations entre Delibes et son élève se dégradent à partir de 1887, s'oppose à ses innovations musicales, en particulier l'utilisation des anciens modes grecs et médiévaux. Il juge la Sonate pour violoncelle et piano, op. 2 de son élève, en ces termes : « Mon garçon, tant que vous écrirez de cette musique-là, vous pourrez rester chez vous ! » En 1888, lorsque Maurice Emmanuel concourt pour le Prix de Rome, Delibes lui en barre l'accès. Dépité, le jeune compositeur continue de prendre des leçons auprès d'Ernest Guiraud. Grâce à lui, Emmanuel assiste aux entretiens entre Guiraud et Debussy.

### Carrière académique
Il poursuit parallèlement des études supérieures à la Sorbonne et au Collège de France. Il a comme professeur Gaston Paris, Louis Petit de Julleville, Louis Havet, Alfred Croiset, Paul Girard et Henri Joly.
En 1885, il devient membre du Cercle Saint-Simon, présidé par Gabriel Monod. C'est là qu'il comprend que l'harmonisation tonale est défectueuse dans l'accompagnement des chants populaires et où Gaston Paris, Julien Tiersot et Bourgault-Ducoudray exposent leurs théories sur la modalité.
Il obtient sa licence ès lettres en 1886 et soutient en 1896 ses thèses de doctorat sur l'Orchestique grecque (thèse principale) et l'éducation du danseur grec (thèse latine). À l'École du Louvre il travaille avec François-Auguste Gevaert. De 1904 à 1907, il est Maître de chapelle à l'église Sainte-Clotilde, assisté d'Émile Poillot. En 1909, il succède à Louis-Albert Bourgault-Ducoudray et est nommé professeur d'histoire de la musique au Conservatoire national de musique et de déclamation, poste qu'il occupera jusqu'en 1936.

### Reconnaissance tardive
Robert Casadesus, Yvonne Lefébure, Henriette Puig-Roget, Georges Migot, Jacques Chailley, Olivier Messiaen, Henri Dutilleux, Jean Rivier figurent au nombre de ses élèves.
Mais cette carrière d'érudit a quelque peu masqué celle du musicien dont les œuvres sont peu jouées et rarement appréciées à leur juste valeur, jusqu'à la création en 1929 à l'Opéra de Paris de sa tragédie lyrique Salamine, d'après Les Perses d'Eschyle, qui obtient un certain succès et qui lui vaut sa nomination comme chevalier de la Légion d'honneur,.

### Vie privée
Epoux de Louise Bergeville (1878-1973), il est le père de la géographe Marthe Emmanuel.

## Distinctions
- Chevalier de la Légion d'honneur (décret du 19 février 1929).

## Influence hellénistique
C'est à partir de 1882 qu'il écrit, dans une lettre à son père, que l'artiste et le savant peuvent cohabiter, chose qu'il tente de montre tout au long de sa vie. Il prend notamment le modèle de Platon qui « a été par excellence l'artiste, le savant, et le philosophe ». Ses deux thèses de 1895, Essai sur l'orchestique grecque et De saltationis disciplina apud Grœcos l'installent dès lors comme un helléniste reconnu.

## Œuvres
Relativement peu abondante (73 opus composés dont seulement 30 ont été conservés), l'œuvre d'Emmanuel est d'une grande qualité. Elle a su conserver son originalité sans subir l'influence de l'impressionnisme dominant du début du siècle. Ses premières compositions, en particulier la première sonatine pour piano (1893) témoignent déjà de l'affranchissement de son style du debussysme. La Sonate pour clarinette, flûte et piano de 1907 est très caractéristique de l'art d'Emmanuel : de facture néoclassique, l'œuvre assimile subtilement sa connaissance des rythmes de l'Antiquité comme celle de l'instrumentation populaire du XIXe siècle, ses deux sujets de prédilection.

### Musique instrumentale
- Sonate pour violoncelle et piano, op. 2 (1887)
- 6 sonatines pour piano
  - Première Sonatine, Sonatine bourguignonne, op. 4 (1893), création le 14 mars 1923 à Dole par Émile Poillot[21]
  - Deuxième Sonatine, Sonatine pastorale, op. 5 (1897), création le 11 novembre 1922 à Beaune par Émile Poillot[21]
  - Sonatine no 3, op. 19 (1920)
  - Sonatine IV « sur des modes hindous », op. 20 (1920)
  - Sonatine V « alla francese », op. 22 (1925)
  - Sonatine VI, op. 23 (1925)
- Sonate pour violon et piano, op. 6 (1902), création en 1906 à la salle Pleyel à Paris
- Quatuor à cordes, op. 8 (1903)
- Suite sur des airs populaires grecs pour violon et piano, op. 10 (1907)
- Sonate pour clarinette, flûte et piano, op. 11 (1907)
- Sonate pour bugle et piano, op. 29 (1936)

### Musique pour orchestre
- Ouverture pour un conte gai, op. 3 (1890)
- Zingaresca, op. 7 pour orchestre à cordes, 2 pianos, 2 flûtes et timbales (1902)
- 2 symphonies :
  - Symphonie no 1 en la, op. 18 (1919)
  - Symphonie no 2 « bretonne » en la, op. 25 (1930-31) (dont le quatrième mouvement fait référence au pardon de Rumengol dans le Finistère)
- Suite française, op. 26 d'après la 5e sonatine (1934-35)
- Poème du Rhône, op. 30 (1938), poème symphonique d'après Frédéric Mistral, œuvre posthume orchestrée par Marguerite Béclard d'Harcourt

### Musique sacrée
- O filii, op. 9, pour soli, chœur et orgue (1905)

### Orgue
- Trois pièces pour orgue ou harmonium, op. 14 (1892-1911)
- Andante sur deux thèmes liturgiques en ut majeur (1914)
- Andantino en la bémol majeur (1914)

### Musique vocale
- In memoriam, op. 12 pour chant, violon, violoncelle et piano (1908)
- Trois Odelettes anacréontiques, op. 13, pour chant, flûte et piano (1911), première audition à un concert Henri Saïller le 27 mars 1912 à Paris, par Povla Frijsh (soprano), M. Clouet (flûte) et Émile Poillot (piano)[21],[22]
- Trente Chansons bourguignonnes, op. 15, pour voix soliste ou chœur et piano (1913), création par Spéranza Calo-Séailles, sous la direction de l'auteur[23]
- Musiques, op. 17, 12 mélodies pour chant et piano (1908)
- Vocalise « alla siciliana », op. 24 pour chant et piano (1926)
- Deux Noëls populaires, op. 27, pour chœur, viole de gambe (ou violoncelle) et piano (1935) :
  - "Pierrot va qu'ri ton chalumiau" (noël breton)
  - "Saint-Joseph avec Marie" (noël provençal)

### Musique de scène
- Pierrot peintre, op. 1 (pantomime) sur un livret de Félix Régamey (1886)
- Prométhée enchaîné, op. 16, tragédie lyrique d'après Eschyle (1916-18)
- Salamine, op. 21, tragédie lyrique d'après Eschyle (1921-23, 1927-28)
- Amphitryon, op. 28, comédie musicale d'après Plaute (1936)

## Écrits
- Essai sur l'orchestique grecque : étude de ses mouvements d'après les monuments figurés, Paris, 1895. lire en ligne
- De saltationis disciplina apud Graecos, Paris, 1895.
- La Danse grecque antique d'après les monuments figurés, Paris, Hachette et Cie, 1896.
- Histoire de la langue musicale, Paris, Henri Laurens, coll. « Les musiciens célèbres », 1911, 678 p., 2 vol. (OCLC 2231980, BNF 42976224, lire en ligne) lire en ligne, vol. 2
- Traité de l'accompagnement modal des psaumes, Lyon, 1913. lire en ligne
- Pelléas et Mélisande de Claude Debussy, Paris, 1926.
- César Franck, Paris, Henri Laurens, 1930.
- Antonin Reicha, Paris, Henri Laurens, coll. « Les musiciens célèbres », 1937, 124 p. (ISSN 1772-0168, BNF 42976219)

Maurice Emmanuel, auteur de nombreux articles de revues, a participé à l'édition des Œuvres complètes de Jean-Philippe Rameau. Il en a rédigé les commentaires des volumes XVII et XVIII, Paris, Durand, 1913.

## Esquisses
En 1896, ce sont ses propres esquisses qui illustrent sa thèse sur l'Orchestique grecque. Sa vie durant, il continuera de dessiner : ses encres de Chine sont conservées dans la Collection Anne Eichner-Emmanuel avec le concours de l'Association des Amis de Maurice Emmanuel.
On peut consulter le site qui lui est consacré .

## Sources